# جون ديك
جون ديك (بالإنجليزية: John Dick)‏ (19 مارس 1930 في المملكة المتحدة - 1 سبتمبر 2000 في المملكة المتحدة) هو لاعب كرة قدم بريطاني في مركز مهاجم داخلي. شارك مع منتخب اسكتلندا لكرة القدم. أما مع النوادي، فقد لعب مع إبسفليت يونايتد ونادي برينتفورد ووست هام يونايتد وبرينتري تاون.

## وصلات خارجية
- جون ديك على موقع الاتحاد الإسكتلندي (الإنجليزية)
- جون ديك على موقع قاعدة بيانات كرة القدم.إي يو (الإنجليزية)